# Jhonathan Dunn
Jhonathan Dunn (San Antonio, 17 febbraio 1998) è un cestista statunitense.

## Carriera
Dopo aver iniziato la carriera professionistica con il Landst. Hammers, il 6 luglio 2021 passa al Leida, con cui vince la BNXT League. Il 22 luglio 2022 viene firmato dal Riesen Ludwigsburg.

## Palmarès
- BNXT League: 1

Leida: 2021-2022
- Supercoppa d'Olanda: 1

Leida: 2021
- Supercoppa polacca: 1

Wilki Morskie Szczecin: 2023